# Georges Guynemer
Georges Marie Ludovic Jules Guynemer (n. 24 decembrie 1894, Paris, Franța – d. 11 septembrie 1917, Langemark-Poelkapelle, Flandra, Belgia) a fost unul dintre cei mai celebri piloți de război francezi din Primul Război Mondial.
Căpitan în Aviația Franceză, el a înregistrat 53 de victorii aeriene omologate plus alte peste treizeci de victorii probabile în luptele aeriene. A pilotat diferite tipuri de aeronave Morane-Saulnier, Nieuport, SPAD (VII, SPAD XII canon, SPAD XIII). În mod remarcabil, el a supraviețuit după ce a fost doborât de șapte ori. A făcut parte în întreaga sa carieră din escadrila nr. 3 (MS 3, N 3 și apoi SPA 3), așa-numita „Escadrila berzelor”, unitatea de vânătoare a Aviației Franceze ce a înregistrat cele mai multe victorii în Primul Război Mondial. 
Deviza sa era „Faire face”, iar avioanele sale erau, de obicei, vopsite în galben și numite „Vieux Charles”. Posteritatea îl consideră pe Georges Guynemer un erou emblematic al Școalei de Aviație de la Salon-de-Provence.

## Biografie

### Originea familială și copilăria
Prin mama lui, Julie Noémi Doynel de Saint-Quentin, descendentă a unei familii aristocratice, Georges Guynemer era un descendent al regilor Franței Ludovic al XIII-lea și Ludovic al XIV-lea, prin Balthilde d'Orléans (1750-1822), mama ducelui de Enghien. Familia lui s-a mutat la Compiègne în 1903.
Botezat la 27 octombrie 1895, tânărul Georges Guynemer nu a avut o sănătate foarte bună. El era singurul băiat al familiei, născut după două surori mai mari, și era slab și bolnăvicios, iar tatăl său, Paul Guynemer (1860-1922), un fost ofițer ce absolvise Școala Militară de la Saint-Cyr, a trebuit să facă eforturi mari pentru ca fiul său, bolnav și răsfățat, să ajungă la vârsta adultă. El a studiat la Colegiul Stanislas din Paris, unde preda ca profesor Henri de Gaulle, tatăl viitorului general Charles de Gaulle.

### Primul Război Mondial

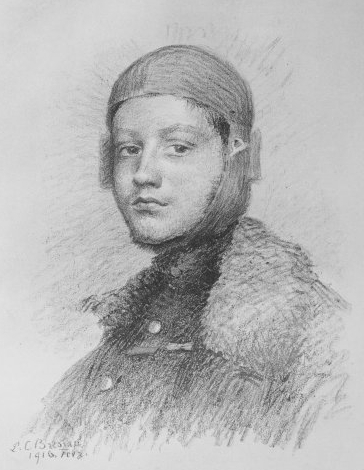
Guynemer în februarie 1916.
Desen de Louise Catherine Breslau.

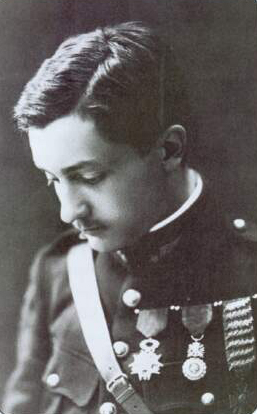

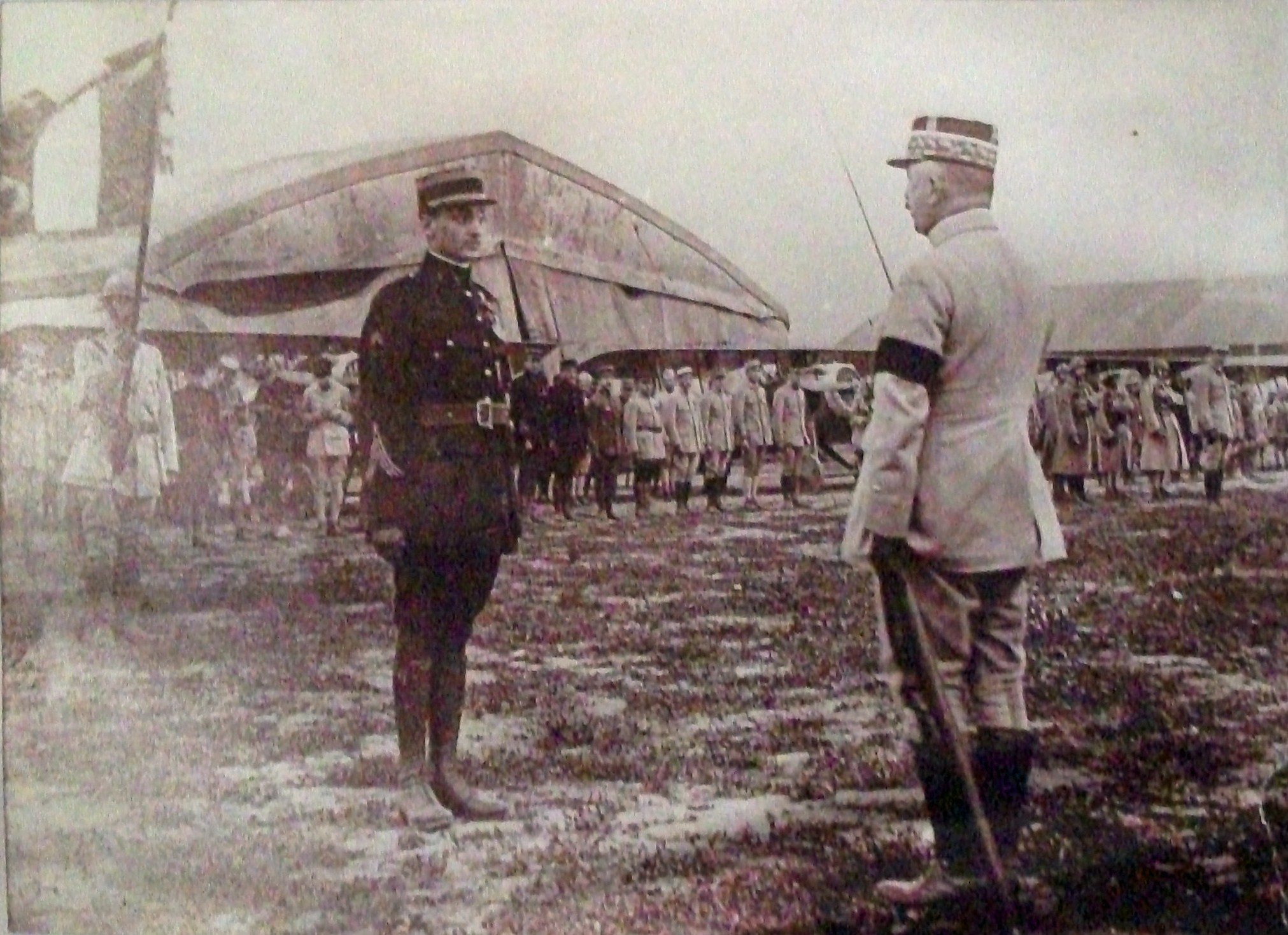
Guynemer decorat de generalul Franchet d'Esperey în iulie 1917.

Când a izbucnit războiul, el a mers la Bayonne pentru a se înrola, dar medicii militari l-au considerat prea bolnăvicios și l-au declarat inapt. Disperat, și-a rugat tatăl să-și folosească relațiile pe care le avea în Armată, dar intervențiile făcute nu au avut rezultat pozitiv. Într-o dimineață, văzând aeronavele militare aflate într-o zonă delimitată de pe plaja din Anglet, l-a întrebat pe unul dintre piloți cum să se înroleze în aviație: trebuia să urmeze școala din Pau, care era condusă de căpitanul Bernard-Thierry. La 22 noiembrie 1914 s-a înrolat în serviciile auxiliare ca elev mecanic la Pau. Acolo a acumulat cunoștințe cu privire la aeronave. El a vrut să devină elev pilot, dar personalul serviciului auxiliar nu avea dreptul să zboare.
Căpitanul a fost de acord să-l accepte în cele din urmă, procedând neregulamentar. Astfel, la 21 ianuarie 1915, Georges a devenit elev pilot, iar Paul Tarascon a fost însărcinat de căpitanul Bernard-Thierry cu instruirea lui. Georges Guynemer a realizat prima decolare luni 1 februarie pe o aeronavă Blériot 10. Pe 11 martie elevul pilot G. Guynemer a efectuat primul său zbor (Blériot 6 cilindri, 50 CP). El a primit brevetul Aéro-Club-ului pe 11 martie și brevetul de pilot militar (nr. 1832) pe 26 aprilie. Pe 8 iunie a fost repartizat la escadrila MS. 3, singura unitate în care a servit până la dispariția sa.
De la sosirea sa în escadrilă, a distrus mai multe avioane la aterizare și l-a mâniat pe comandantul escadrilei, căpitanul Brocard, dar instructorul Jules Védrines l-a apărat. El a preluat o aeronavă Morane-Saulnier Tip L, numită „Vieux Charles”, care îi aparținuse lui Charles Bonnard, plecat să lupte în Serbia.
În iulie 1915, el a fost promovat la gradul de sergent și a fost distins cu Croix de Guerre. Primele sale zboruri au fost misiuni de observație a mișcărilor de trupe și de reglare a artileriei; acolo, el a dovedit un mare calm, esențial pentru ca observatorul să poată face fotografii în bune condiții. Avionul lui a fost lovit frecvent de fragmente de obuze, ale căror perforații au fost astupate cu bucăți de pânză roșie. Ca urmare a faptului că escadrila lui staționa la Vauciennes, a profitat de misiunile sale pentru a-și saluta familia în timp ce zbura peste casa sa din Compiègne, unde familia sa se reinstalase.

Pe 19 iulie, Guynemer a obținut prima sa victorie aeriană la bordul aeronavei Morane-Saulnier „Parasol”, doborând un Aviatik C.I deasupra satului Septmonts. Două zile mai târziu, pe 21 iulie, a fost decorat cu Medalia Militară (ordinul nr. 1161 „D”) cu următoarea citare:
„Pilot plin de avânt și de îndrăzneală, voluntar pentru misiunile cele mai periculoase. După o urmărire acerbă, a dus o luptă cu un avion german care s-a încheiat cu incendierea și zdrobirea acestuia din urmă.”

La 5 decembrie 1915, escadrila MS3 a fost redenumită escadrila N3, după ce a fost reechipată cu avioane de vânătoare Nieuport 10. Trei zile mai târziu, pe 8 decembrie, a doborât deasupra localității Beuvraignes, la sud de Roye, un LGV, obținând a treia sa victorie. La bordul acestor aeronave mai performante, Guynemer se va impune rapid ca unul dintre cei mai buni piloți francezi. Președintele Poincaré i-a înmânat crucea de cavaler al Legiunii de onoare pe 24 decembrie, în ziua majoratului său. Este citat din nou pe ordinul de zi al Armatei a VI-a  (ordinul nr. 2209 „D”) pentru îndeplinirea unor misiuni speciale în spatele liniilor inamice.
„Pilot de mare valoare, model de devotament și de curaj. A îndeplinit timp de șase luni două misiuni speciale care necesitau cel mai înalt spirit de sacrificiu și a purtat treisprezece lupte aeriene din care două s-au încheiat cu incendierea și căderea avioanelor inamice.”
 El devine un „as” prin obținerea celei de-a cincea victorii pe 3 februarie 1916 și este promovat la gradul de sublocotenent cu titlu temporar pe 4 martie 1916 și apoi cu titlu final pe data de 12 aprilie a aceluiași an.
Escadrila a părăsit Armata a VI-a pe 12 martie pentru a participa la Bătălia de la Verdun, sub conducerea comandantului de Rose, care a regrupat toate escadrilele de vânătoare și avea misiunea de a impune supremația aviației franceze. Pe 13 martie, Guynemer a fost lovit de schije în față și de două gloanțe în braț și a fost evacuat cu ambulanța japoneză a hotelului Astoria.
Pe 26 aprilie, sublocotenentul Guynemer se întoarce pe front. Câteva zile mai târziu, pe 13 mai, Georges Guynemer participă în apropiere de Dijon, pe aerodromul din Ouges-Longvic (viitoarea bază aeriană 102), la o ceremonie militară importantă în cursul căreia, în calitate de portdrapel, prezintă trupelor grupei 1-a de aviație o prestigioasă emblemă pe care președintele Republicii Raymond Poincaré o înmânase armatei cu câteva luni mai devreme: drapelul Aviației militare.
El participă apoi la luptele de pe Somme din iunie 1916 până în februarie 1917. Pe 8 februarie 1917, aflat la manșa unui avion SPAD VII, Guynemer devine primul pilot aliat care doboară un bombardier greu german Gotha G. III. Pe parcursul lunii mai a anului 1917, el a doborât șapte avioane germane. Ca urmare a încheierii campaniei de pe frontul de est, Guynemer revine la baza Bonnemaison, și se dedică punerii la punct a avionului Spad-Canon, fără să fi pierdut nimic din ardoarea lui. Pe 25 mai 1917, căpitanul Guynemer doboară 4 avioane (la 8:30, 8:31, 12:15 și 18:30). Căpitanul Brocard, comandantul escadrilei N3, îl descrie atunci pe Guynemer ca „barza [sa] cea mai strălucitoare”.

Ca recompensă pentru această cvadruplă realizare, a fost promovat ofițer al Legiunii de Onoare, prin ordinul Marelui Cartier General din 11 iunie 1917, rozeta acordată de generalul Franchet d'Espèrey pe câmpul de la Bonnemaison, în data de 15 iulie 1917, în fața avionului său „le Vieux Charles”, este însoțită de următoarea citare:
„Ofițer de elită, pilot de luptă abil și îndrăzneț. A adus țării servicii valoroase atât prin numărul victoriilor sale, cât și prin exemplul zilnic al entuziasmului său mereu egal și prin ardoarea sa tot mai mare; nepăsător în fața pericolului, el a devenit pentru inamic, prin siguranța metodelor sale și precizia manevrelor sale, adversarul redutabil al tuturor. A realizat la 25 mai 1917 unele dintre cele mai strălucite izbânzi, doborând într-un minut două avioane inamice și aducând în aceeași zi două noi victorii. Prin toate izbânzile sale, contribuie la creșterea curajul și entuziasmului celor care, aflați în tranșee, sunt martori ai triumfurilor sale: patruzeci și cinci de avioane doborâte, douăzeci de citări, două răni.”
În luna iulie, a pilotat un SPAD XII CI S-382, „avionul său magic”, „le pétadou” echipat cu un motor Hispano-Suiza de 200 CP și dotat la cererea sa cu un tun Hotchkiss de 37 mm ce trăgea prin mijlocul elicei și o mitralieră Vickers 303 (7,7 mm) cu o bandă de 400 de cartușe. Deși tunul avea o putere de tragere devastatoare, el nu putea trage decât un singur foc la un moment dat și trebuia să fie reîncărcat manual în zbor (cu o capacitate de 12 obuze). În plus, avea un recul semnificativ în timpul tragerii incendiului și umplea cu fum cabina de pilotaj a aeronavei.
SPAD XII nu era un avion pentru un pilot începător. Cu toate acestea, el a fost folosit de Guynemer pentru a doborî un Albatros pe 27 iulie, peste Westroosebeke, și un DFW a doua zi. Aceste două succese i-au permis să ajungă la un total de 50 de victorii aeriene omologate.
La sfârșitul lunii iulie 1917, G. Guynemer a preluat comanda escadrilei Berzelor, grupul de vânătoare al Armatei I (comandat de generalul Antoine), pe care o va deține până la 7 august 1917.
Ca urmare a experienței acumulate în luptă, Guynemer i-a scris lui Louis Béchereau, inginerul șef al SPAD, cu care era prieten, pentru a-i cere să crească puterea motorului de 150 de CP care echipa avioanele SPAD VII, deoarece credea că este insuficientă pentru a face față aeronavelor germane Halberstadt, folosite de adversarii săi direcți. 
Luând în considerare aceste aspecte, Béchereau a dotat aeronavele SPAD cu un motor mai puternic de 180 de CP, care le-a conferit superioritate avioanelor de vânătoare franceze. Ținând cont de sfatul lui Guynemer, SPAD a produs un nou model, SPAD XII de 200 de CP, căruia îi va urma SPAD XIII cu motor cu supracompresie de 220 de CP. Noile modele erau promițătoare, dar prima serie a avut probleme cu fiabilitatea reductorului care a trebuit să fie adăugat între motor și elice.
Pe 9 sau 10 septembrie 1917, deasupra terenului localității Moëres, motorul avionului lui Guynemer a început să dea rateuri. El a aterizat pe terenul controlat de belgieni, în fața hangarului unde se afla avionul Hanriot al lui Willy Coppens.
Guynemer, cu o față îngrijorată, pare obosit și-i cere ajutor căpitanului Fernand Jacquet pe care-l cunoștea bine. Mecanicii au lucrat mai mult de o oră la motorul defect. Willy Coppens a obținut un autograf și în acest timp Carlo Verbessem a realizat una dintre ultimele fotografii ale celebrului pilot francez și a lipit-o în jurnalul său. Guynemer mulțumește, strânge câteva mâini și decolează în jurul orei 16.

### Moartea în luptă

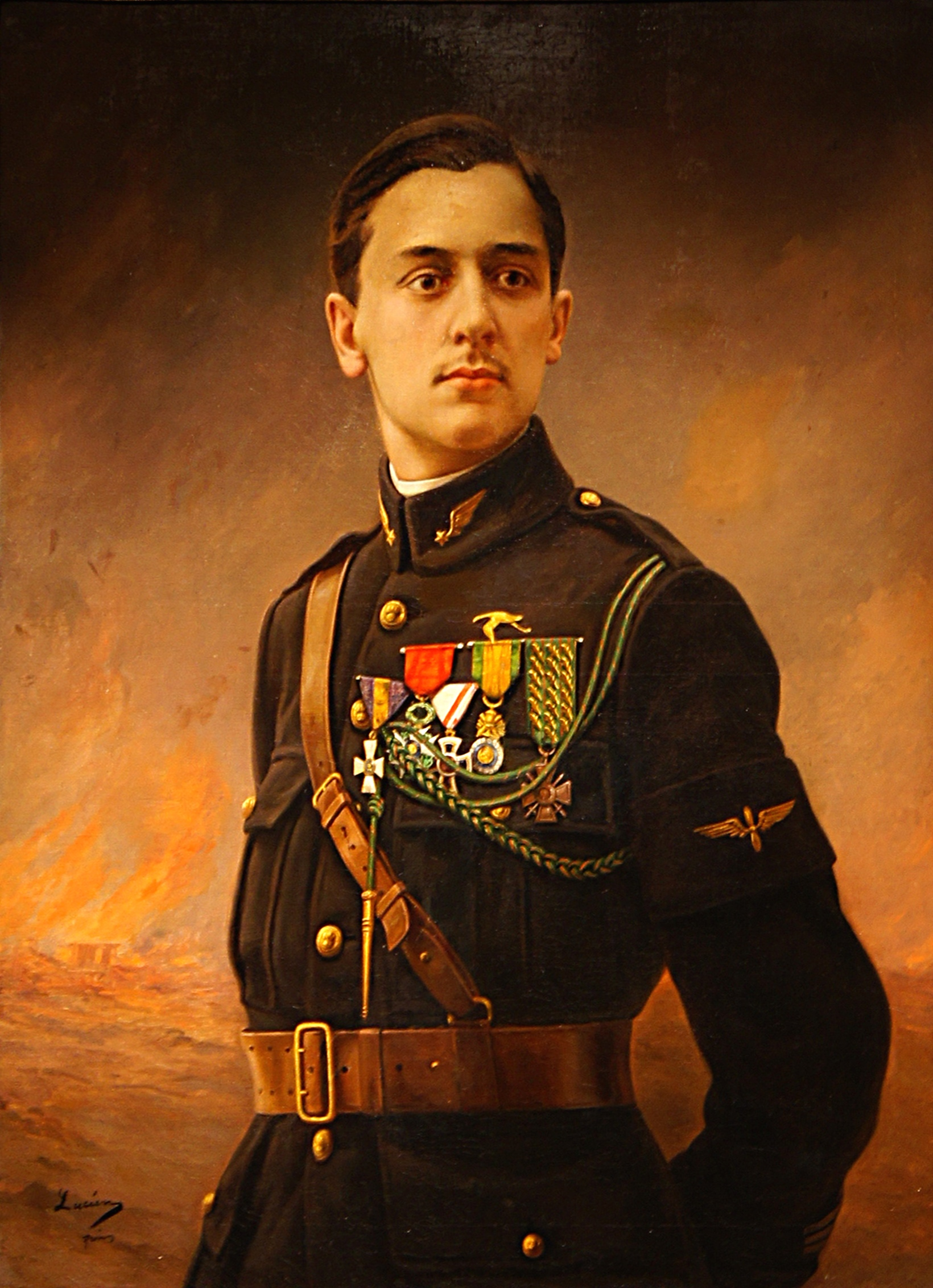
Georges Guynemer.
Portret de Lucien, Muzeul Legiunii de onoare, Paris.

Pe 11 septembrie 1917 Guynemer nu se întoarce dintr-o misiune de luptă. Săptămâna precedentă, cele două avioane pe care zbura acumulaseră mai multe probleme mecanice. La ora 8:30 decolează în compania pilotului Jean Bozon-Verduraz la bordul avionului SPAD XIII nr. 2S.504. Avea misiunea de a survola zona Langemark. La ora 9:25, în apropiere de Poelkapelle, Guynemer observă un avion german de observație solitar Rumpler și pornește în direcția sa. Bozon-Verduraz zărește apoi mai multe avioane Fokker deasupra lui și după ce le-a dispersat nu l-a mai observat pe șeful său. El se întoarce singur; Guynemer nu s-a mai întors niciodată.
Nici epava avionului său, nici trupul său, nici efectele sale personale nu au fost găsite, dar germanii au anunțat că el fusese doborât de către locotenentul Kurt Wissemann din cadrul Jasta 3, care va fi ucis în luptă șaptesprezece zile mai târziu. Pentru a explica dispariția lui, profesorii din școli, inspirându-se din poezia Le Cantique de l'Aile a lui Edmond Rostand), i-au învățat pe elevii francezi ai epocii că Guynemer zbura atât de sus încât el nu a mai putut coborî:
„Gloire à celui qui part
« Et puis que plus jamais on ne voit reparaître...
« Rien ne l'a rapporté,
« Nul ne l'a vu descendre. Ah ! C'est qu'il est peut-être

« monté, monté, monté...”
Căpitanul Georges Guynemer este dat dispărut în luptă de către comandantul escadrilei, comandantul Brocard; pe 25 septembrie 1917 el este oficial declarat dispărut de către Ministerul de Război. Raportul publicat de acesta pe 25 septembrie nu a fost clasat ca secret de către Ministerul de Război (M.G.) și moartea lui Guynemer — așa cum a fost descrisă de unul dintre camarazii săi de zbor (a cărui identitate nu a fost dezvăluită din motive de securitate) - a devenit de notorietate publică:
„În dimineața zilei de 11 septembrie, căpitanul Guynemer, plecat în recunoaștere în regiunea Flandra, s-a găsit, în cursul acțiunii de urmărire a unui avion inamic, separat de colegul său de patrulare și nu a mai reapărut de atunci. Toate mijloacele noastre de investigație desfășurate până în prezent nu au adus nicio informație suplimentară..”
Detalii suplimentare sunt furnizate de către comandantul Brocard într-un interviu publicat în ziarul parizian Le Matin:
„La 4600 de metri înălțime Guynemer a văzut un biplan inamic cu care a intrat în luptă. Aproape simultan, locotenentul Bozon-Verduraz a văzut patru monoplane inamice care, la viteză maximă, se îndreptau spre locul duelului aerian. El a pornit imediat în direcția lor pentru a le distrage atenția. Avioanele l-au încercuit câtva timp, apoi au dispărut. Atunci, locotenentul Bozon-Verduraz a revenit la locul unde îl lăsase pe Guynemer luptând cu adversarul său. Dar nu mai era nimic acolo. Asta-i totul, absolut totul. [Lupta a avut loc] la zece kilometri nord-est de Ypres și la opt kilometri în interiorul liniilor germane, ceea ce elimină orice posibilitate a căderii în mare, care se află la o distanță de cel puțin patruzeci kilometri.”
Gazette des Ardennes oferă pe 27 septembrie următoarele informații: 
„La 11 septembrie 1917, la ora 10 dimineața, un aviator francez s-a prăbușit la aproximativ 700 de metri nord-vest de cimitirul situat la sud de Poel-Cappelle. Subofițerul german B... a plecat cu doi oameni la locul unde a avut loc căderea. Avionul era un monoplan; una din aripile sale era ruptă. Subofițerul B... l-a scos pe aviatorul mort de pe scaunul său. Cadavrul avea o împușcătură în cap; o gambă și un umăr erau zdrobite, dar fața lui putea fi recunoscută și semăna cu fotografia care era pe cartea sa de identitate ce purta numele Georges Guynemer.”
Un pilot german, sergent în Regimentul 413, doborât în spatele liniilor canadiene și capturat în seara zilei de 29 septembrie 1917 a afirmat că fusese martor la incident și că identificase cadavrul lui Guynemer. El a mărturisit că eroul francez murise în urma primirii unui glonț în cap și suferise alte leziuni, inclusiv un picior rupt și un deget retezat. Soldatul a declarat în plus că organismul și avionul lui Guynemer fuseseră pulverizate de un tir al artileriei britanice înainte ca germanii să poată scoate corpul pentru a-l îngropa. Ediția ilustrată a Gazette des Ardennes a publicat pe 11 octombrie reproduceri ale brevetului și ale cărții de identitate a „ofițerului curajos și nefericit”.

Potrivit unui comunicat de presă din 18 octombrie 1917 al Crucii Roșii americane de pe frontul francez, moartea căpitanului Georges Guynemer a fost „confirmată definitiv”. Raportul Crucii Roșii oferă precizări care se vor dovedi a fi în mare măsură false:
„Informațiile primite de Crucea Roșie afirmă că Guynemer a fost ucis de un glonț în cap la nord de Poelcapelle, pe frontul din Ypres. Trupul său a fost identificat grație fotografiei de pe permisul său de pilot găsit în buzunar. Înmormântarea a avut loc la Bruxelles, în prezența unei gărzi de onoare formate din divizia a 5-a prusacă. Aceasta este povestea spusă de un belgian, care tocmai a scăpat din mâinile germanilor. Înhumarea era pe cale să aibă loc la Poelcapelle atunci când au început bombardamentele ce au precedat atacul britanic de la Ypres. Echipa responsabilă cu înhumarea s-a retras în grabă, luând trupul cu ea. Generalul german s-a dovedit a fi pasionat de aviație și un mare admirator al isprăvilor căpitanului Guynemer. La ordinele sale, corpul a fost transportat la Bruxelles, într-un vagon funerar special. Acolo, căpitanul a fost îngropat de subofițeri și acoperit cu coroane de flori trimise de aviatorii germani. Garda prusacă a dat onorul la sosire și pe tot parcursul înmormântării, care a fost însoțită de toată pompa militară posibilă. Guvernul francez a fost invitat să înscrie în Pantheon, unde sunt înmormântate numeroase personalități franceze, o inscripție destinată a perpetua memoria căpitanului Guynemer ca „un simbol al ambiției și entuziasmului armatei”. O rezoluție în acest sens a fost depusă la Camera Deputaților de către deputatul Lasies.”
Potrivit lui Henry Bordeaux. , departamentul de afaceri externe de la Berlin, răspunzând unei cereri a Ambasadei Spaniei, a transmis pe 8 noiembrie: 
„Căpitanul Guynemer a căzut după o luptă aeriană în ziua de 11 septembrie, la ora 10 dimineața, în apropiere de cimitirul de onoare 11 de la sud de Poelcapelle. Potrivit raportului medical, moartea sa era cauzată de un glonț în cap; degetul arătător de la mâna stângă lipsea. Cadavrul nu a putut fi pus la adăpost sau îngropat, deoarece locul a căzut în 10 septembrie sub focul intens al artileriei engleze și orice apropiere a fost imposibilă în zilele următoare. Autoritatea competentă a frontului comunică că focurile artileriei au devastat terenul, iar aviatorii germani nu au putut descoperi pe 12 septembrie nici o urmă a cadavrului sau a aparatului.”
Potrivit lui Jacques Mortane, locotenentul german Menckoff, cu 39 de victorii aeriene, prăbușit în liniile franceze de locotenentul american Avery, pentru care acesta a fost primul succes, a oferit la 25 iulie 1918 câteva precizări cu privire la ultima luptă a lui Guynemer:
„Al vostru l-a surprins pe Wissemann la cincizeci de metri distanță prin spate. Acesta l-a văzut atunci când părea să fie prea târziu. El credea că este pierdut când a observat cu bucurie că cele două mitraliere ale lui Guynemer se blocaseră. Francezul a încercat să facă o manevră prin care să profite de viteza sa, dar a fost ajuns și doborât. Fără îndoială, el avea o clasă superioară. Wissemann scăpase cu bine în acea zi, dar nu pentru mult timp.”
La momentul morții sale, Guynemer totalizase 53 de victorii omologate și supraviețuise de șapte ori după ce fusese doborât, deși el nu a avut niciodată la bord o parașută. Variația mărturiilor și dispariția tuturor dovezilor fizice ridică dubii cu privire la circumstanțele exacte ale morții sale: ucis în cer de un glonț inamic, ucis în zdrobirea de sol a avionului său sau ucis în cele din urmă de focurile artileriei în no man's land.
A fost decorat cu Ordinul „Mihai Viteazul”, clasa III:
„Pentru că a doborât 35 de aeroplane germane în liniile franceze”
Înalt Decret no. 247 din 22 martie 1917:p. 37

## Grade
- Caporal: 8 mai 1915
- Sergent: 20 iulie 1915
- Sublocotenent: 4 martie 1916
- Locotenent: 31 decembrie 1916
- Căpitan: 18 februarie 1917

## Decorații

### Decorații franceze
- Ofițer al Legiunii de onoare
- Medalia Militară
- Crucea de război 1914-1918, cu 26 de frunze

### Decorații străine
- Ordinul „Mihai Viteazul” (România), clasa III, 22 martie 1917[48]:p. 37
- Crucea Ordinului imperial și militar Sf. Gheorghe (Imperiul Rus)
- Ordinul prințul Danilo I (Muntenegru)
- Ofițer al Ordinului Leopold (Belgia)
- Croix de guerre (Belgia)
- Ordinul Steaua Karagheorghevici (Serbia)
- Ordinul pentru serviciu deosebit (Marea Britanie)

## Staționări succesive
1915.
- 8 iunie.......................Vauciennes (Oise).
- 16 august..................Bruel-le-Sec.

1916.
1917.

## Onoruri și posteritate

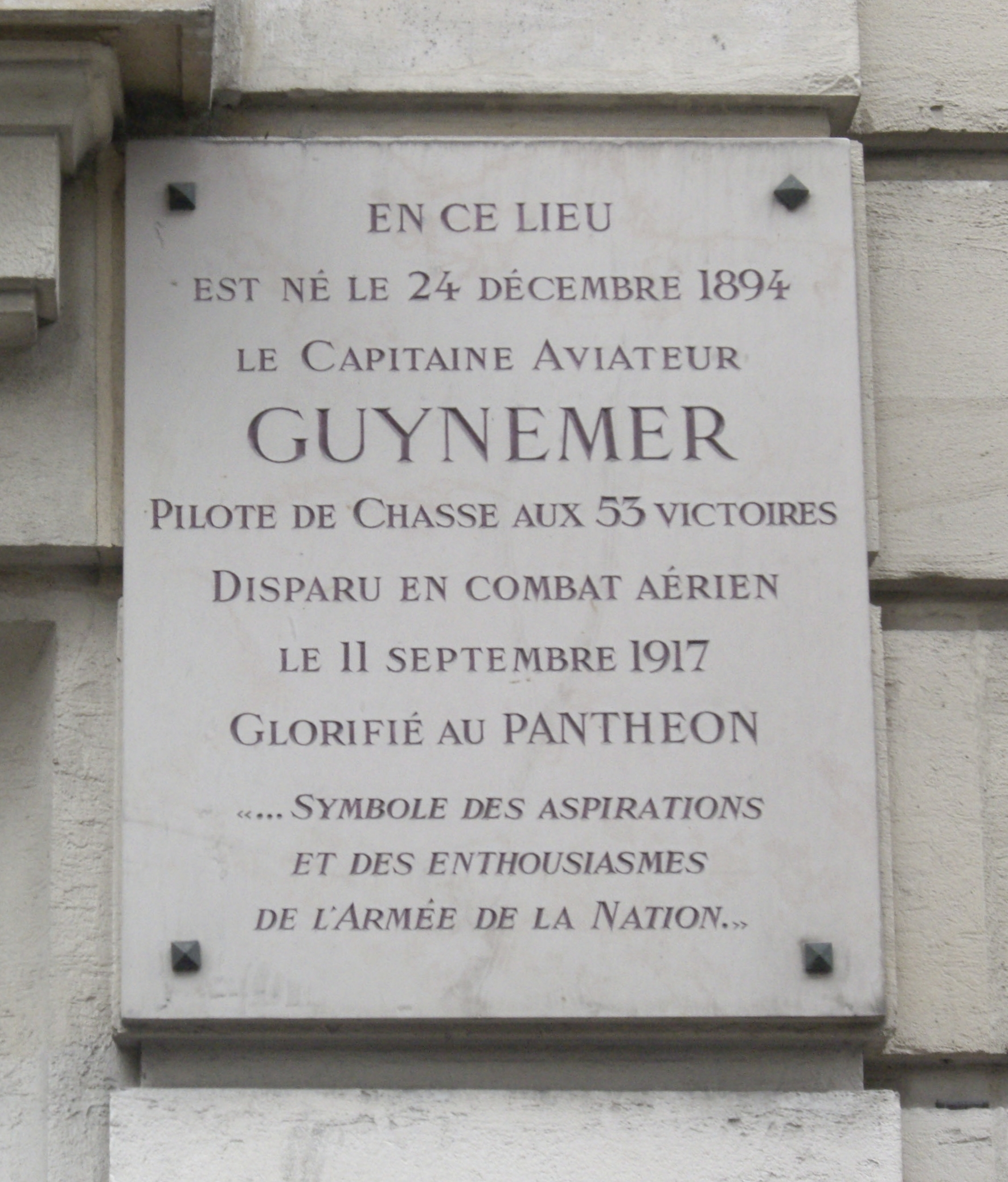
Placă comemorativă amplasată pe clădirea din 89, rue de la Tour (arondismentul 16 al Parisului), în care s-a născut Georges Guynemer.

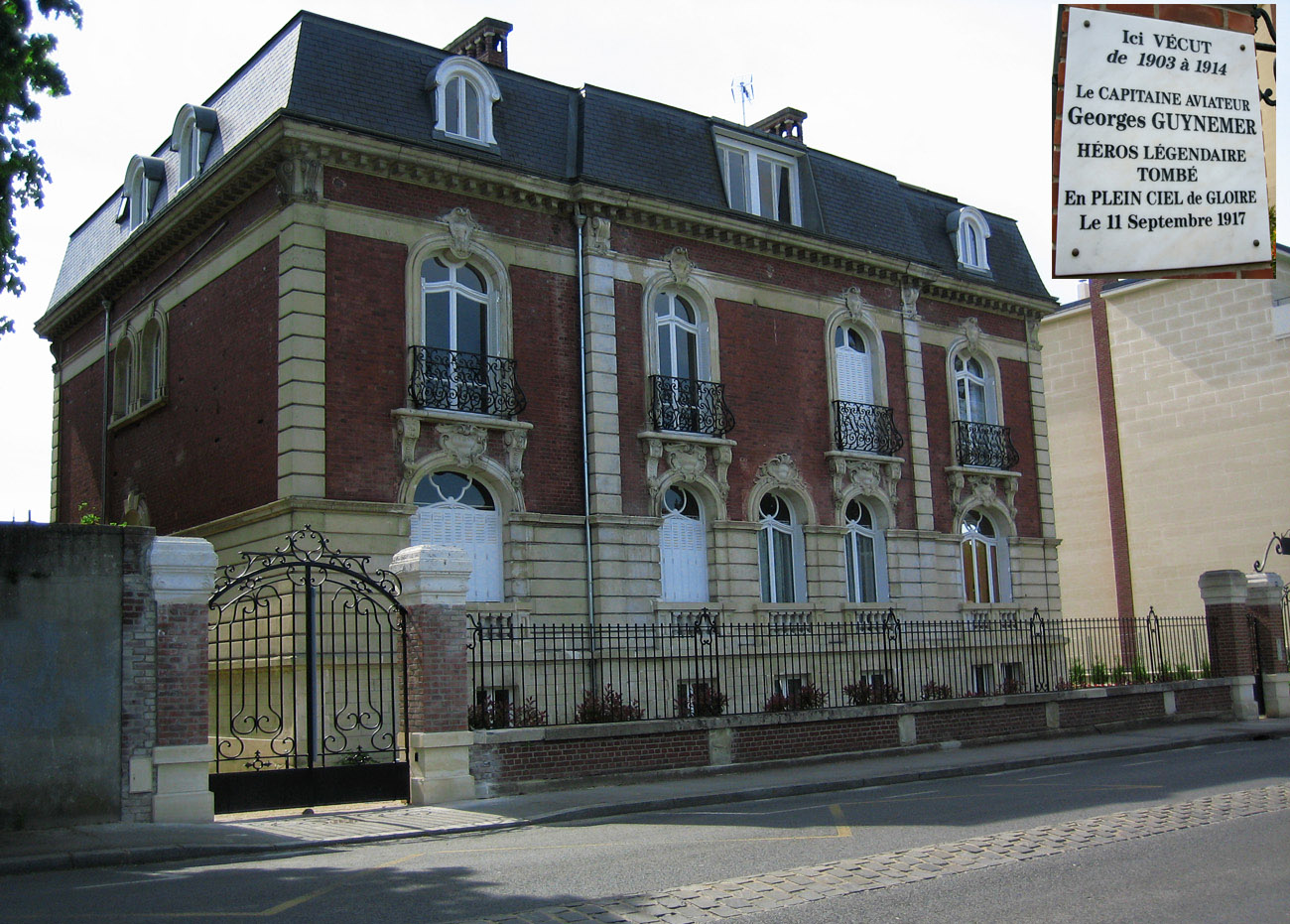
Casa familiei din Compiègne, Oise

Guynemer a fost inspirat de vechiul cavalerism în timpul luptelor aeriene. Ernst Uoft, care va deveni asul nr. 2 german, își va aminti cum Guynemer l-a cruțat atunci când mitraliera sa i se blocase.
La 19 octombrie 1917, Camera Deputaților a votat în unanimitate următoarea rezoluție: 
„Camera solicită guvernului să pună în Panteon o inscripție destinată a perpetua memoria căpitanului Guynemer, simbol a aspirațiilor și entuziasmului națiunii.”
Pe 25 octombrie, Senatul a votat la rândul său următoarea rezoluție:
„Senatul, asociindu-se imagiului adus de guvern și de Camera Deputaților pentru a glorifica printr-o inscripție în Panteon amintirea căpitanului Guynemer, eroul al aerului, salută în persoana lui spiritul de sacrificiu, abnegația și energia tuturor combatanților din toate armatele Republicii, care de mai bine de trei ani, au căzut pentru patrie.”
Pe 30 noiembrie 1917, pe câmpul din Saint-Pol-sur-Mer, de unde a pornit în ultimul său zbor, Armata I-a și grupa a 2-a aeronautică s-au reunit sub conducerea generalului Anthoine pentru a-i aduce un omagiu în momentul când au părăsit acest teatru de operațiuni; cu această ocazie au fost decorați căpitanul Heurtaux și sublocotenentul René Fonck; acesta din urmă (care avea să devină „asul așilor”, depășindu-l pe Guynemer cu 21 de victorii) este cel despre care s-a afirmat că l-ar fi doborât pe locotenentul Wissemann, care a revendicat victoria împotriva lui Guynemer. 
În anii 1920, cinci ași belgieni (Jacquet, Willy Coppens de Houthulst, Edmond Thieffry, André de Meulemeester și Jan Olieslagers) i-au ridicat o stelă comemorativă în apropiere de locul presupus al căderii sale de la Poelkapelle.
Georges Guynemer a avut o aventură cu diva Yvonne Printemps. În biografia pe care i-a dedicat-o, Jules Roy sugerează că Guynemer ar fi fost un fiu cu o anumită doamnă de Cornois, care s-ar fi născut în 1916.

## Reprezentări și monumente

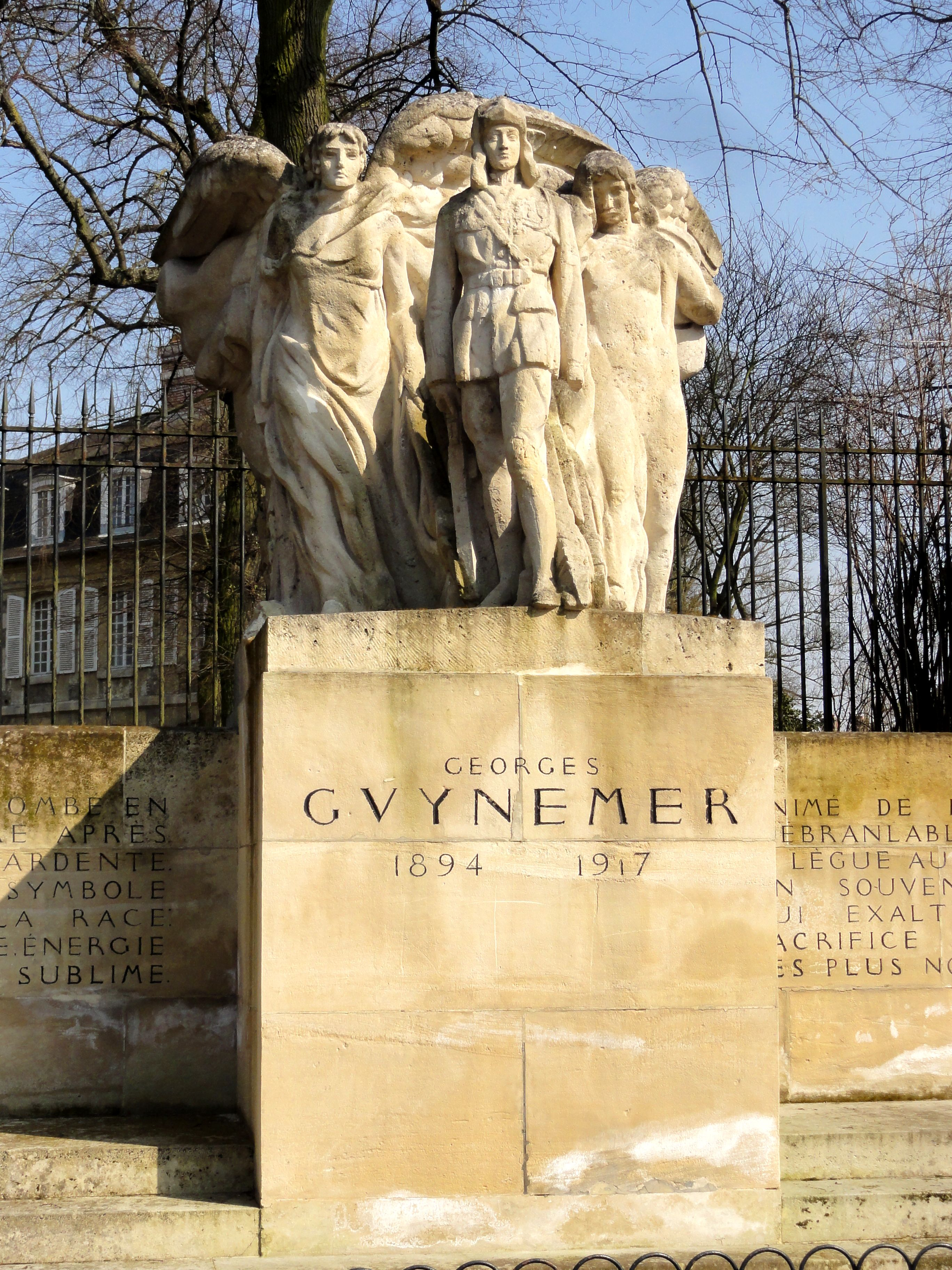
Monument dedicat lui Georges Guynemer la Compiègne.

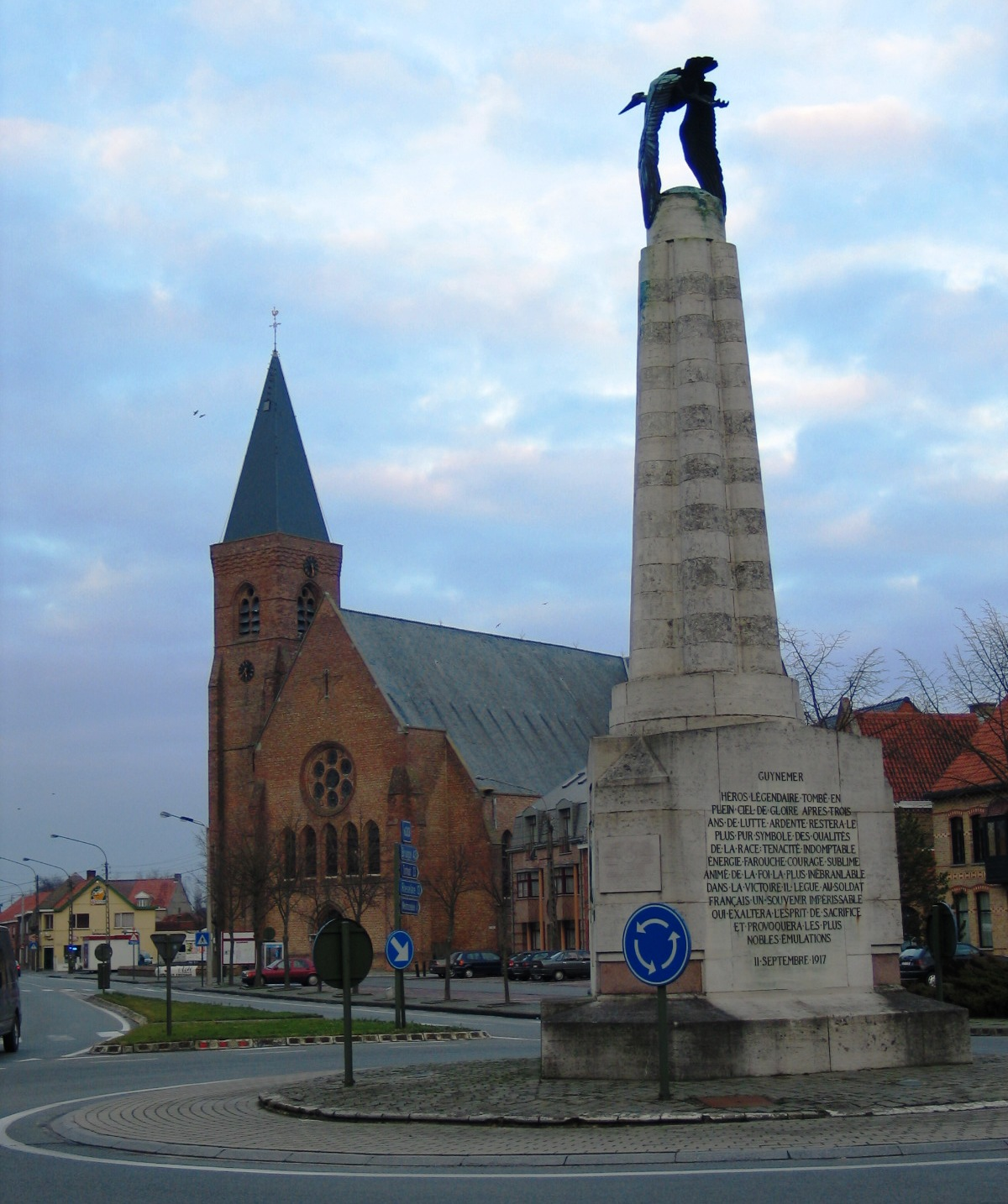
Monument dedicat lui Georges Guynemer la Poelkapelle.

- Baza aeriană 102 din Dijon-Longvic, desființată în iunie 2016, a fost numită oficial Base aérienne 102 «Capitaine Guynemer» (nume pe care această bază l-a împărțit cu Baza aeriană 117 din Paris-Balard, numit, de asemenea, Cité de l'Air).
- Mai multe străzi poartă numele rue Georges-Guynemer: în Alençon, Amiens, Antibes, Asnières sur Seine, Dax, Bordeaux, Bourg-en-Bresse, Caen, Castres, Chevilly-Larue, Clermont-Ferrand, Compiègne, Courbevoie, Fontenay-sous-bois, Forcalquier, La Baule (bulevard), Le Chesnay, Le Mans, Lille, Longvic, Montgeron, Montpellier, arondismentul 6 din Paris, Nantes, Pau, Poitiers, Pont-Sainte-Marie (Aube), Rennes, Rouen, Sigean, Saint-Laurent-du-Var, Toulouse, Valence, Vincennes și în alte localități.
- Pic Guynemer (denumit astfel în 1922), unul dintre piscurile montane de pe insulele Kerguelen.
- Bust pe rue Georges-Guynemer la Dugny.
- Instituții de învățământ: Institution Guynemer[53] (Compiègne), școala primară Guynemer din Le Chesnay, școala primară și colegiul Guynemer din Nancy, colegiul Guynemer din Montbéliard, liceul profesional de construcții din Saint-Pol-sur-Mer (Dunkerque), liceul de artă și meserii din Uzès Georges Guynemer (în 1940, forțele aeriene au cerut autorităților orașului să rezilieze contractele semnate cu diferitele companii pentru a instala în cazemată o școală pregătitoare pentru aviație și o școală de mecanici radio-telegrafiști sub numele de școala Guynemer), liceul profesional Guynemer[54] din Toulouse, liceul profesional Guynemer[55] din Oloron-Sainte-Marie.
- Monument comemorativ Guynemer la Ouges, într-o suburbie a orașului Dijon, pe locul fostei baze aeriene 102, inaugurat la 25 iulie 1932 și scăpat nevătămat de sub ocupația germană și din bombardamentele aliate din 1943 până în 1944 (monument ornat pe fațada unui bust de bronz încadrat vertical de inscripția «Au capitaine Guynemer, l’Aviation», după o sculptură executată de artistul dijonez Hubert Yencesse).[56]
- Placă statuară la Nisa pe locul monumentului dedicat eroilor căzuți, care îi poartă numele, cu fața către Marea Mediterană.
- O tabără militară aflată la Fontainebleau, sediu al École interarmées des sports (EIS), îi poartă numele.
- Monument pe boulevard Victor-Hugo / rue Saint-Lazare din Compiègne.
- Stelă comemorativă la Breuil-le-Sec.
- Inscripție în Panteonul din Paris.[57]
- Monumentul Le Vieux Charles, 1938, Malo-les-Bains (comuna Dunkerque), distrus în 1941.
- Le Retour à l'ordre, portret de Roger de La Fresnaye, v. 1921-1923, muzeul Georges-Pompidou, Paris.
- Monument, bust din bronz, 1957, memorial Georges-Guynemer, Saint-Pol-sur-Mer; deviza: «Faire face».
- La Cigogne, 1923, monument din bronz, stelă comemorativă dedicată asului așilor, Poelkapelle.
- Timbru francez de 50 de franci din 1940 (Yvert nr. 461 după imaginea realizată de Lawrence, musée de l’armée, Paris.
- Moneda de doi franci Georges Guynemer, 1997.
- Uniforma piloților de vânătoare are o cravată neagră în amintirea morții lui Guynemer, în timp ce piloții civili au purtat o cravată neagră în amintirea lui Jean Mermoz.
- Numele unui district de pe malul fluviului Congo în artondimsnetul 2 din Brazzaville (Bacongo) în Republica Congo.
- Cité Guynemer, o colonie închisă de locuințe ale ofițerilor din Forțele franceze din Berlin, aproape de Instalațiile militare franceze de la aeroportul Berlin-Tegel
- Consiliul municipal din Luc-sur-Mer a dat numele  de «Guynemer» străzii pe care locuia aviatorul, atunci când venea înainte de război să-și viziteze bunicii.
- Grupul de cercetași al colegiului Stanislas din Paris îi poartă numele și grupul fondat în aprilie 1939 la Colegiul Stanislas din Montreal îi poartă, de asemenea, numele, Groupe Guynemer d’Outremont[nefuncțională]
, și există încă și astăzi (2015).

## Legături externe
- „Exposition virtuelle sur Georges Guynemer”. Accesat în 26 martie 2013. pe situl centrului regional Résistance et Liberté din Thouars.